# Megophrys shuichengensis
Megophrys shuichengensis е вид жаба от семейство Megophryidae.

## Разпространение
Видът е разпространен в Китай.